# Jeunesses Musicales International

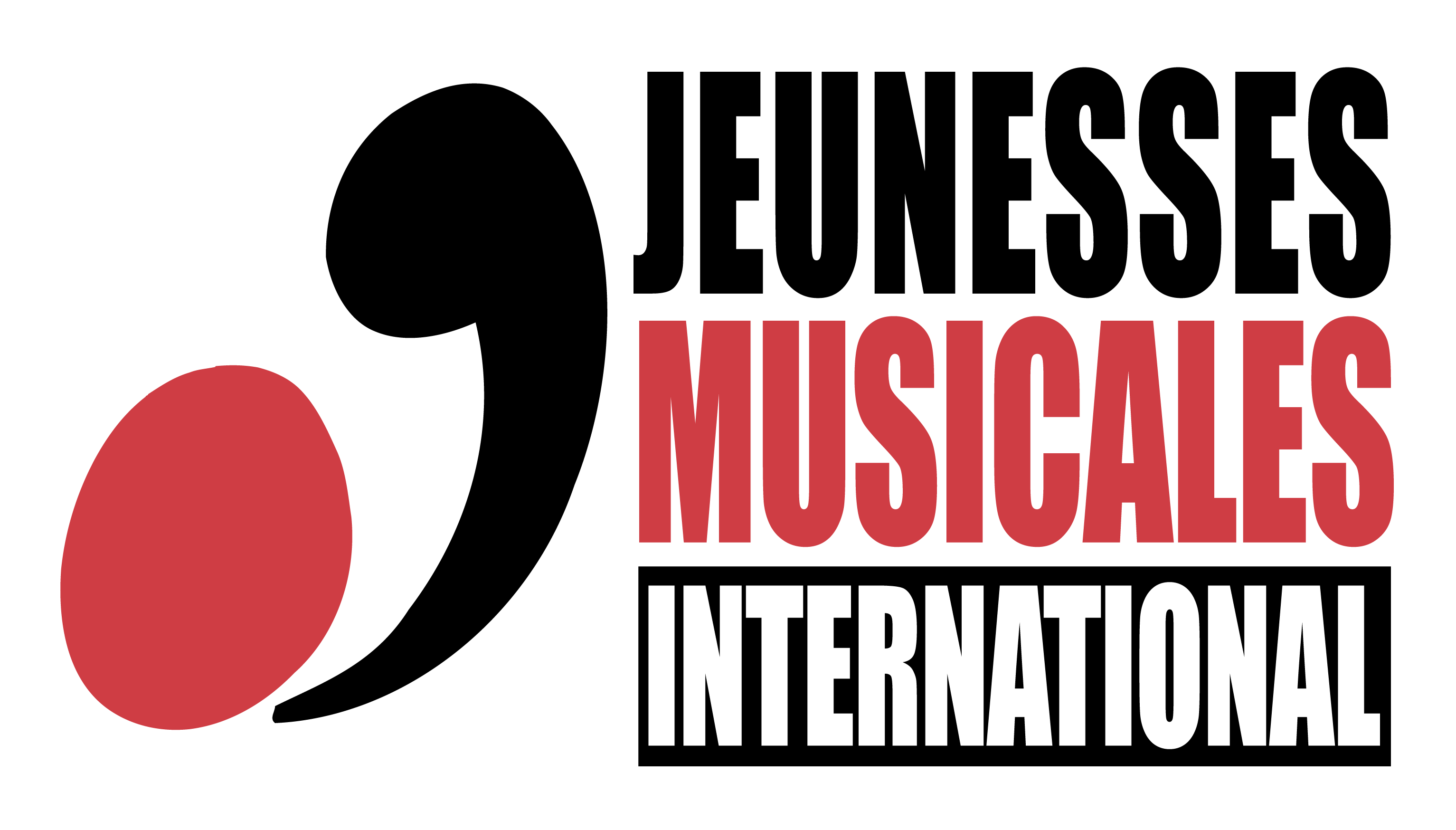
Logo

Jeunesses Musicales International (JMI) is de grootste NGO voor jeugd en muziek in de wereld. JMI werd in 1945 in Brussel opgericht met als doel "jonge mensen via muziek in staat te stellen zich over alle grenzen heen te ontwikkelen" ("to enable young people to develop through music across all boundaries"). JMI heeft een enorm gamma aan activiteiten, opgedeeld in vier categorieën: Young Musicians, Young Audiences, Youth Empowerment and Youth Orchestras & Ensembles.
JMI een afdeling in 45 landen en contactorganisaties in nog eens 35 landen. Het is een wereldwijd netwerk dat jongeren kansen biedt om met muziek aan de slag te gaan. Het JMI-netwerk bereikt jaarlijks meer dan 5 miljoen jongeren tussen 13 en 30 tijdens om en bij de 36000 activiteiten waarin alle muziekstijlen aan bod komen. JMI coördineert ook internationale uitwisselingen tussen de verschillende afdelingen.
De kern van JMI is 'empowerment', het geven van kansen, met een accent op sociale integratie en samenhang. Al meer dan 60 jaar "maakt JMI het verschil met muziek" ('Making a Difference through Music'), en gebruikt het de kracht van de muziek om sociale, geografische, raciale en economische kloven te overbruggen en om een platform te vormen voor interculturele dialoog.

## Internationale projecten
- Ethno
- Imagine Festivals
- JM Jazz World
- Music Crossroads[1]
- World of Winds (WoW)
- World Orchestra of Jeunesses Musicales (WOJM)[2]
- World Youth Choir (WYC)[3]